# 니클라스 리드스트룀
니클라스 에리크 리드스트룀(스웨덴어: Nicklas Erik Lidström, 1970년 4월 28일 ~ )은 스웨덴의 은퇴한 아이스하키 선수로. 포지션은 수비수이다. 현역 시절에는 내셔널 하키 리그(NHL)의 디트로이트 레드윙스에서 뛰었다.